# Gary R. Herbert

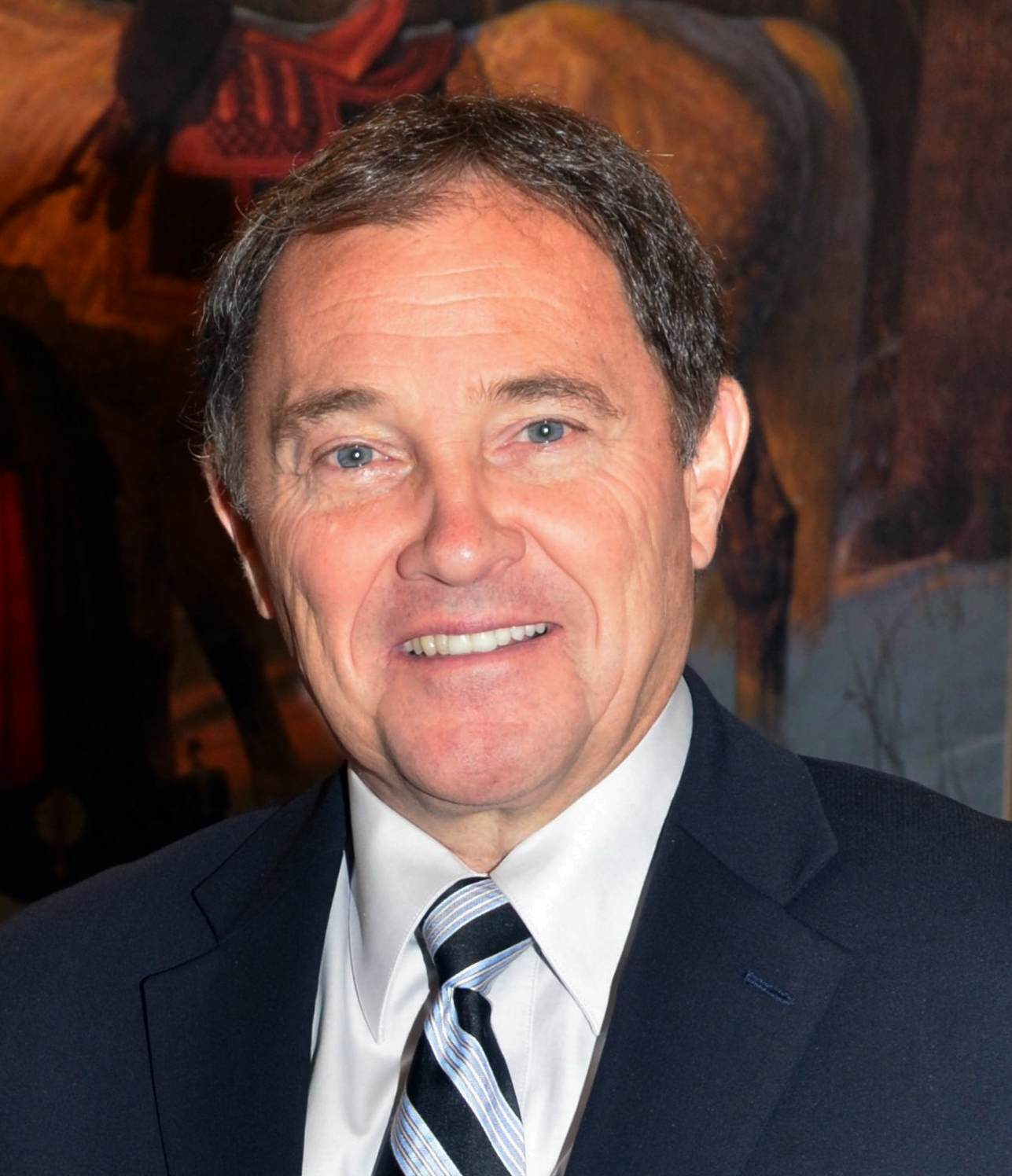
Gary R. Herbert (2013)

Gary Richard Herbert (* 7. Mai 1947 in American Fork, Utah) ist ein US-amerikanischer Politiker der Republikanischen Partei und von 2009 bis 2021 Gouverneur des Bundesstaates Utah.

## Biografie
Gary Herbert wurde 1947 in American Fork geboren und wuchs in Orem auf. Nach dem Besuch der Orem High School wirkte er zwei Jahre lang als mormonischer Missionar im Osten der USA. Anschließend machte er einen Hochschulabschluss an der mormonischen Brigham Young University in Provo. 1976 absolvierte Herbert den Kurs Graduate Realtor Institute der National Association of Realtors und begann als Immobilienmakler zu arbeiten. Er war sieben Jahre Ausbilder am Utah Valley Technical College und hatte die Position des Direktors der Utah Association of Realtors inne. Herbert diente in der Utah Army National Guard.
Von 1990 bis 2005 war Herbert einer der drei gewählten Vertreter der County Commission im Utah County. Im Vorwahlkampf 2004 strebte er anfangs das Amt des Gouverneurs von Utah an, akzeptierte dann aber das Angebot von Jon Huntsman, als dessen Vizegouverneur zu kandidieren. Sie gewannen die Wahl, woraufhin Herbert ab 2005 das Amt des Vizegouverneurs innehatte. Bei der Wahl 2008 wurden sie mit 77,9 % der Stimmen wiedergewählt.
Am 16. Mai 2009 wurde Huntsman von US-Präsident Barack Obama als Botschafter der Vereinigten Staaten in der Volksrepublik China vorgeschlagen. Am 11. August 2009 folgte Herbert ihm in das Amt des Gouverneurs nach. Im November 2010 wurde er mit 64:32 Prozent der Stimmen gegen den Demokraten Peter Corroon im Amt bestätigt. Im Jahr 2012 wurde er wiedergewählt. In den Jahren 2014 und 2015 war er stellvertretender Leiter der National Governors Association. Am 8. November 2016 gewann Herbert die Wiederwahl zum Gouverneur von Utah.
Herbert ist mit Jeanette Herbert, geborene Snelson, verheiratet, mit der er sechs Kinder und acht Enkel hat. Er gehört der Kirche Jesu Christi der Heiligen der Letzten Tage an.